# Bill Freehan
William Ashley Freehan (Detroit, Míchigan, 29 de noviembre de 1941-Petoskey, Míchigan, 19 de agosto de 2021), más conocido como Bill Freehan, fue un jugador profesional estadounidense de béisbol que se desempeñó en la posición de cácher en las Grandes Ligas de Béisbol (MLB). Es poseedor de cinco Guantes de Oro.

## Carrera
Freehan jugó como profesional quince temporadas en Detroit Tigers (1961, 1963-1976), equipo en el que se retiró.

## Premios
Fue galardonado con el Guante de Oro en cinco oportunidades (1965, 1966, 1967, 1968 y 1969).